# Mikołaj Lubrański
Mikołaj Gardzina-Lubrański z Lubrańca herbu Godziemba (ur. ok. 1460 r., zm. między 22 lutego a 30 kwietnia 1524 r.) – wojewoda poznański od 1511 roku.

## Życiorys
Był synem Ruperta (Lamberta), młodszym bratem Jana Lubrańskiego, biskupa poznańskiego, i Bernarda Lubrańskiego, kanonika poznańskiego. Karierę rozpoczął na dworze królewskim Kazimierza Jagiellończyka. W 1486 r. został chorążym nadwornym. W latach 1489–1504 piastował urząd wojskiego łęczyckiego. W latach 1490–1491 towarzyszył królewiczowi Janowi Olbrachtowi w wyprawie węgierskiej.
21 grudnia 1492 roku został kasztelanem spicimirskim. Później kolejno był: kasztelanem lądzkim (1494–1500), kasztelanem gnieźnieńskim (po raz pierwszym jako taki poświadczony 12 maja 1501), wojewodą kaliskim w okresie 3 X 1501–1511 (po raz pierwszy jako taki poświadczony 7 stycznia 1502). Był świadkiem wydania przywileju piotrkowskiego w 1496 roku. Był sygnatariuszem unii piotrkowsko-mielnickiej 1501 roku. Podpisał konstytucję Nihil novi na sejmie w Radomiu w 1505 roku. Podpisał dyplom elekcji Zygmunta I Starego na króla Polski i wielkiego księcia litewskiego na sejmie w Piotrkowie 8 grudnia 1506 roku. 16 czerwca 1511 roku został mianowany wojewodą poznańskim (urząd wojewody poznańskiego piastował w latach 1511–1524). Ponadto był starostą brzeskim (1501–1502), łęczyckim (1507–1524) i przedeckim (1507–1524).
Był, wraz z Janem Lubrańskim, fundatorem klasztoru bernardynów w Kazimierzu Biskupim.

## Rodzina
Poślubił Jadwigę Żychlińską, córkę Jana. Z tego małżeństwa pochodzili:
- Grzegorz Gardzina,
- Dorota, najpóźniej od 1512 żona Wincentego Świdwy z Szamotuł, kasztelana gnieźnieńskiego,
- Barbara (zm. najpóźniej 1533), najpóźniej od 1516 żona Jana Opalenickiego (Opalińskiego),
- Anna, żona Mikołaja Russockiego, kasztelana biechowskiego,
- Zofia, żona Mikołaja Świenickiego,
- Jadwiga (zm. 1558 lub 1559, od 1534 żona Macieja Opalińskiego.